# Кітаґава Утамаро
Кітаґава Утамаро (яп. 喜多川歌麿, きたがわうたまろ; 1753 — 31 жовтня 1806) — японський художник-гравер періоду Едо. Майстер гравюр укійо-е. Засновник школи Кітаґава.
Справжнє ім'я — Кітаґава Нобуйосі (北川信美). Псевдонім — Хосьо (豊章). Вчився у Торіяма Секієна. Працював у м. Едо (тепер Токіо). З 90-х рр. 18 ст. очолив школу Укійо-е. Утамаро зображував рідну природу, красунь-куртизанок, гейш, дітей, побутові сцени. Створив також ілюстрацію до «Книги птахів» (1789); видав серію гравюр «Типи гейш під час свята Ніківана». Найвищого розквіту творчість Утамаро досягла в 90-х рр. 18 ст. (серії гравюр: «Десять типів жіночих облич», «Вибір пісень», «Шовківництво», «Шість видів ріки Тамагава», «Рибалки Аваби», «Щорічник зелених будинків», 1804). У 1804 році Утамаро за сатиричну гравюру був заарештований. Помер у злиднях.

## Короткі відомості
Народився 1753 у постоялому містечку Каваґое повіту Ірума провінції Мусасі. Він навчався малювання у майстра Торіями Секіена і виготовляв гравюри акторів та ілюстровані книги. Завдяки замовам і підтримці видавця Цутаї Дзюдзабуро, художник видав багато власних укійо-е.
З 1791 почав малювати погруддя красунь, які завоювали йому популярність в Едо. Новітня ідея малювати жіночі портрети без корпусу була його власною. Художник намагався передавати внутрішній стан людини лише через вираз обличчя. Темами картин Утамаро були «безіменні жінки» — куртизанки, повії та служниці. Він також малював численні порнографічні картини у жанрі сюнґа.
Японська влада неодноразово забороняла малюнки Утамаро як аморальні, але художник продовжував їх створювати. 1804 він випустив гравюру, на якій зобразив милування квітами героя японської старовини Тойотомі Хідейосі. За це сьоґунат заарештував художника і кинув до в'язниці. Тойтомі Хідейосі був родичем сьоґунського дому, тому використання його як персонажа міщанських картин було суворо заборонене. Крім цього портрет Хідейосі, що розпивав саке в оточені дружин та наложниць, нагадував образ тогочасного сьоґуна Токуґави Ієнарі.
У в'язниці здоров'я Кітаґави Утамаро зіпсувалося. Він помер від хвороби 31 жовтня 1806.

## Галерея

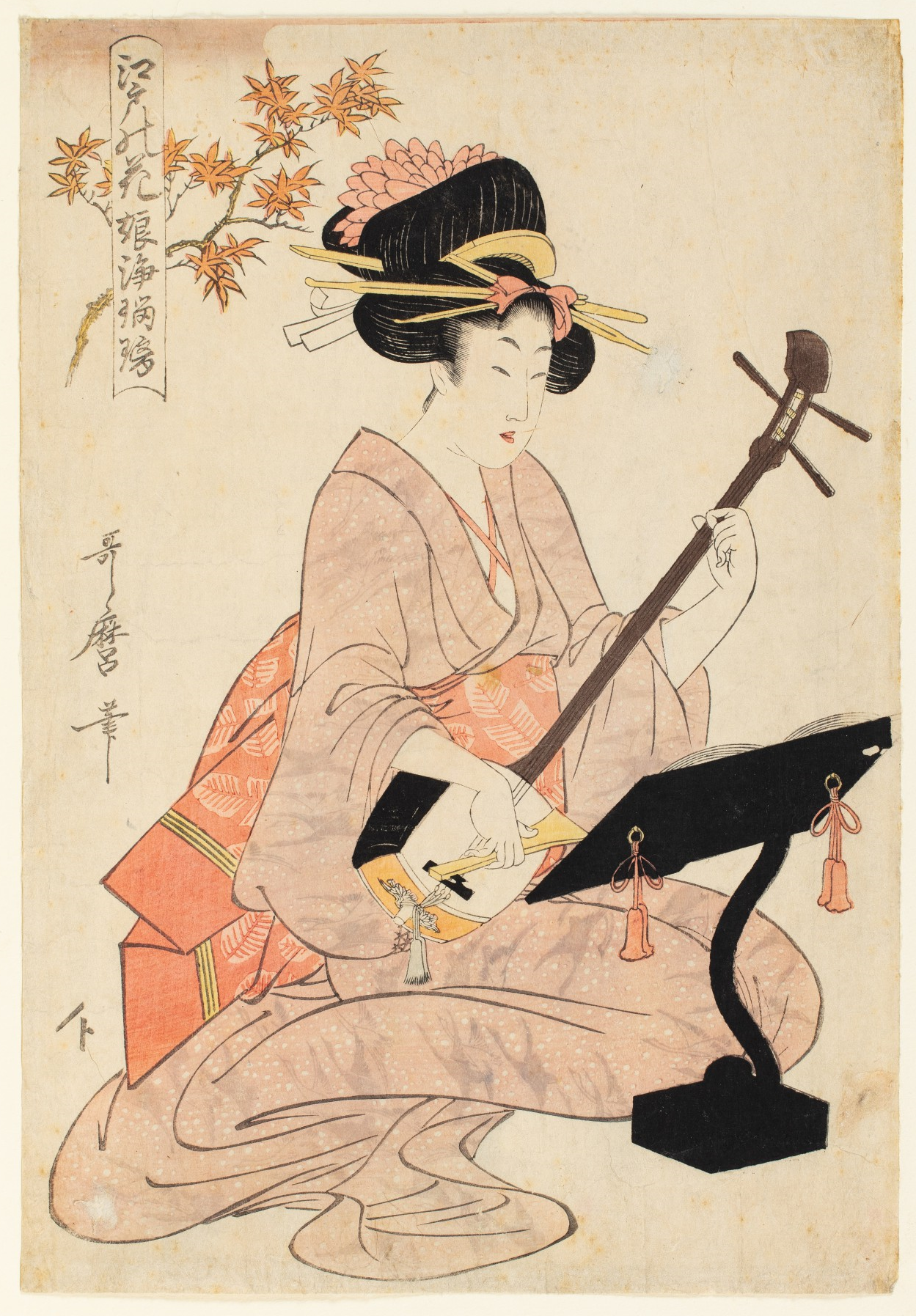
Дівчина грає на сямісені (1803)
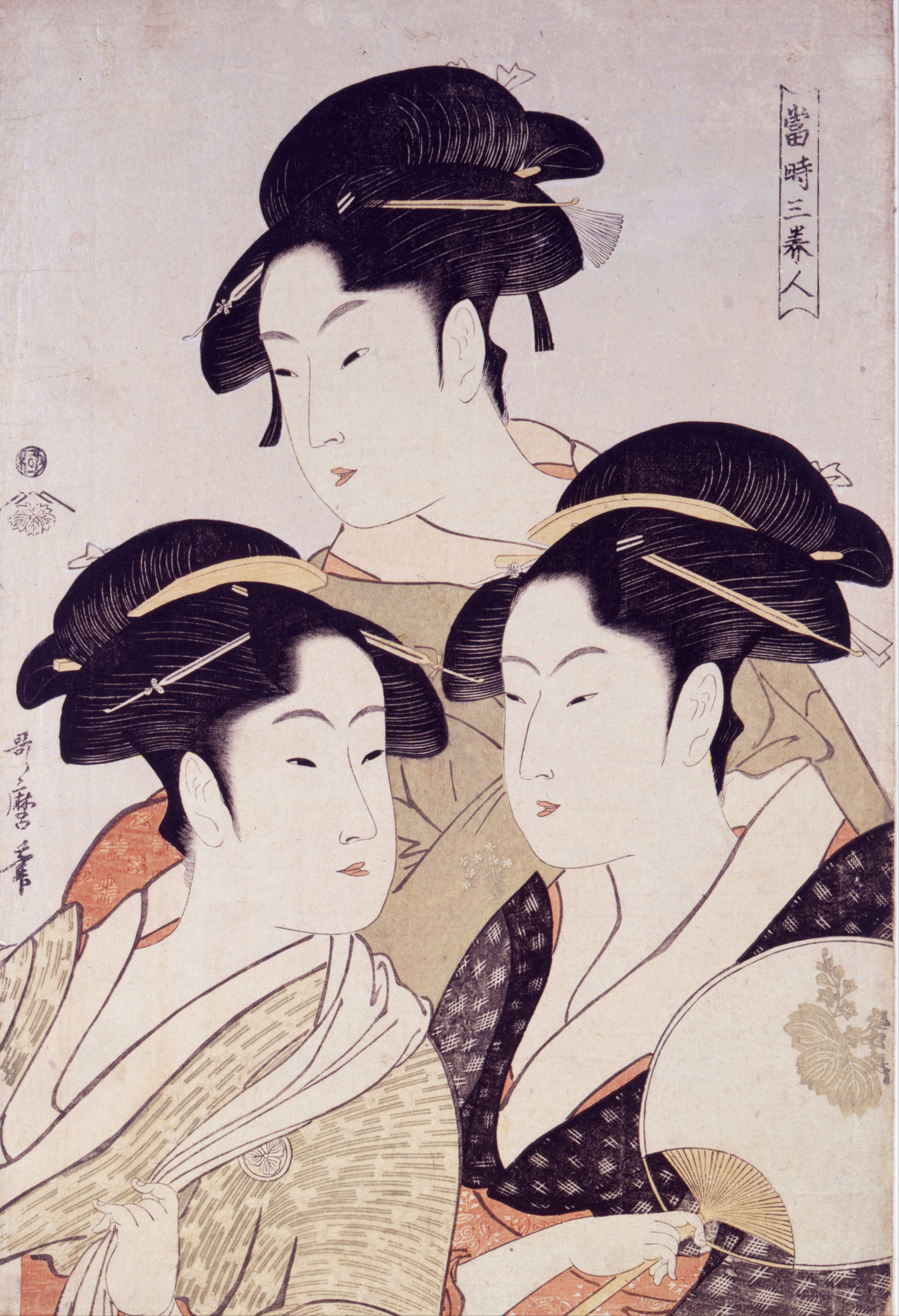
Три красуні (1793)
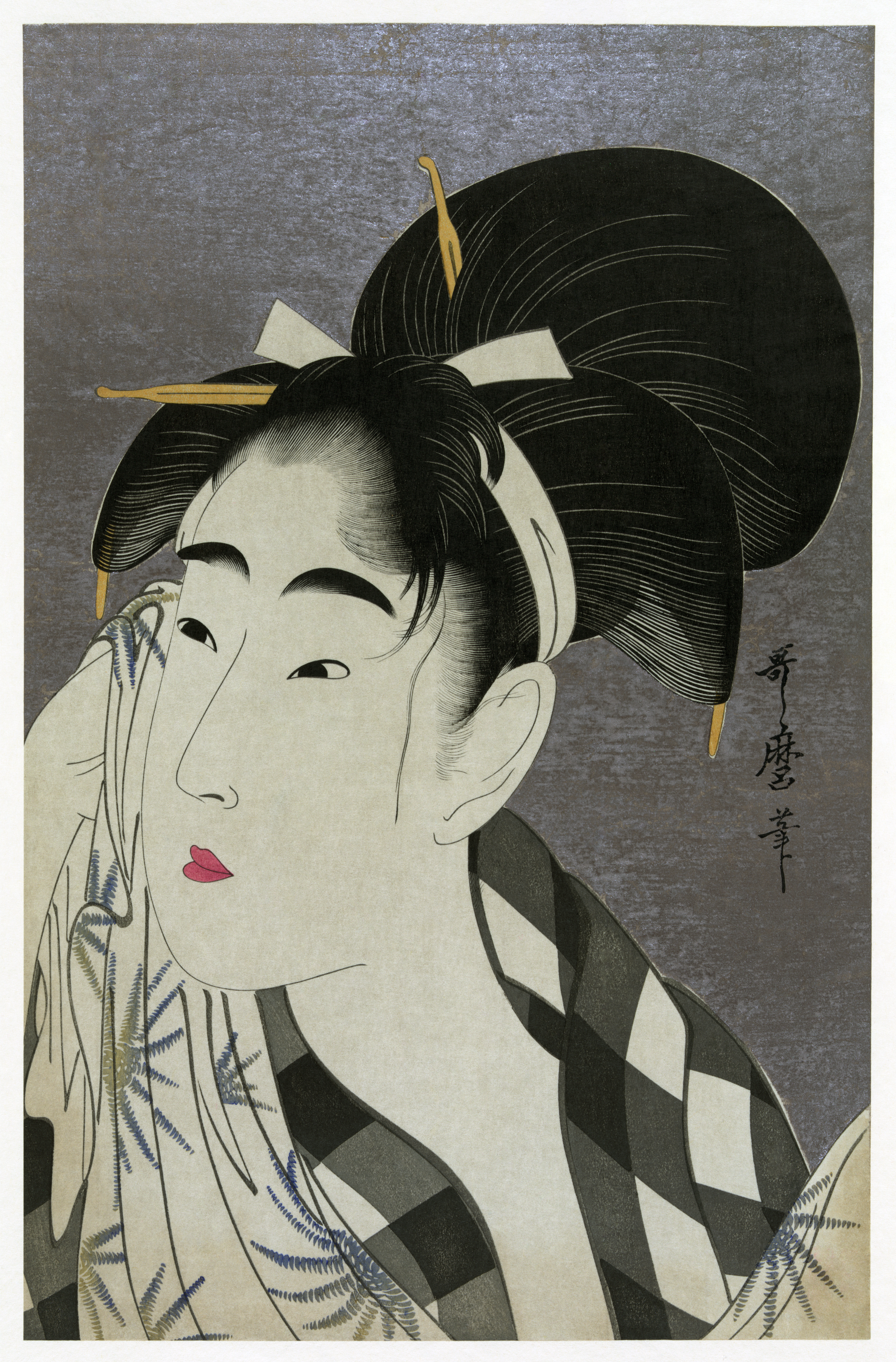
Жінка витирає піт (1798)
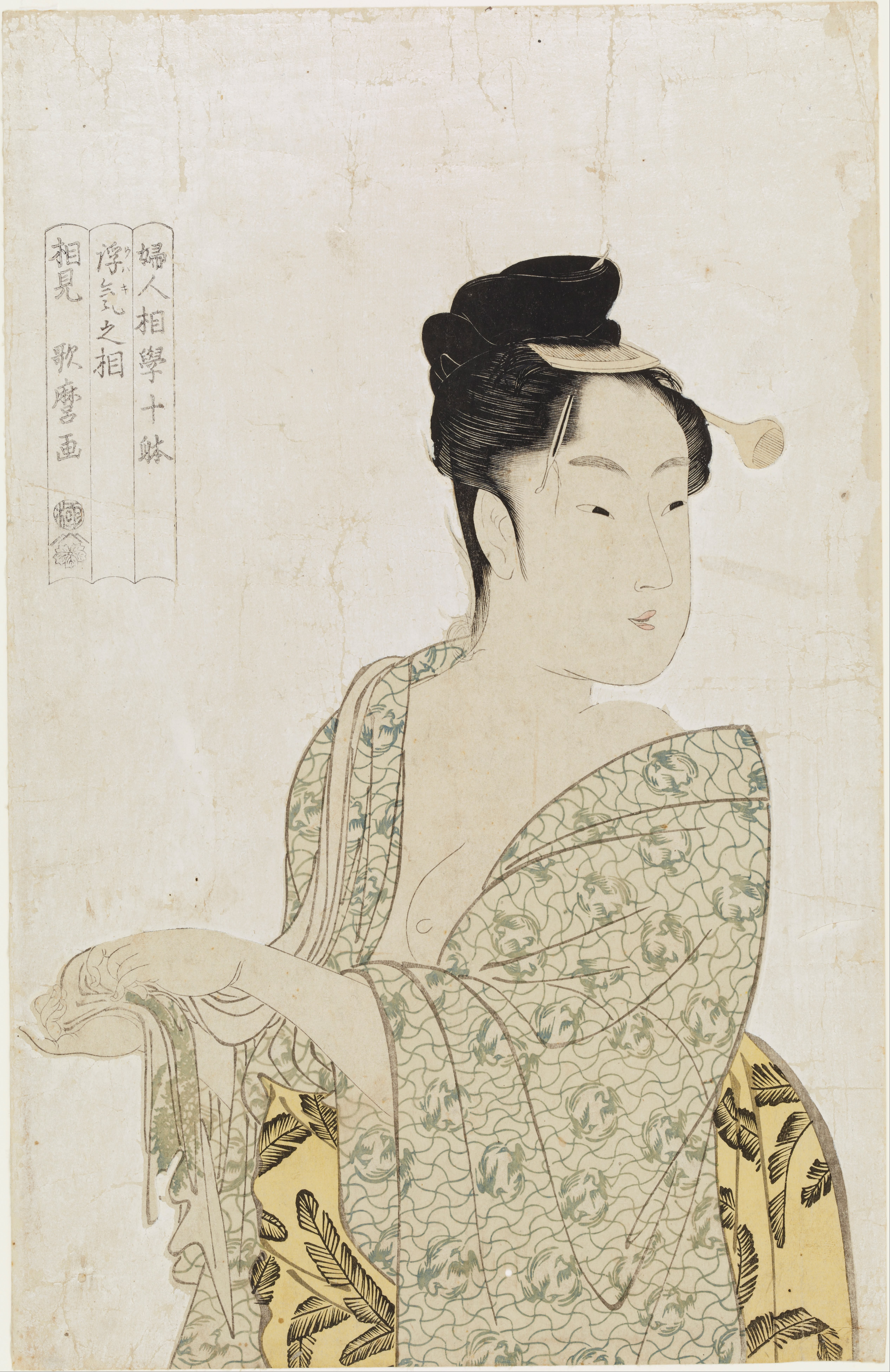
Перелюб (1790-ті)
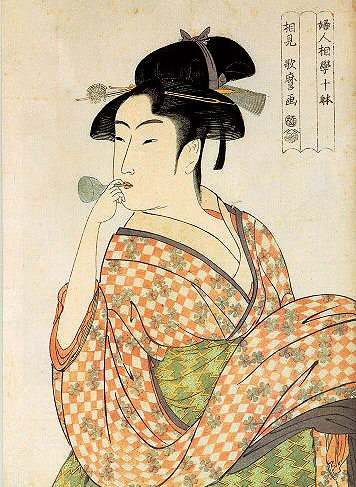
Та, що дує у свистульку (1790-ті)